# Лукарец
Лукарец (рум. Lucareț) — село у повіті Тіміш в Румунії. Входить до складу комуни Брестовец.
Село розташоване на відстані 380 км на північний захід від Бухареста, 35 км на схід від Тімішоари.

## Населення
За даними перепису населення 2002 року у селі проживали 123 особи. Рідною мовою 122 особи (99,2%) назвали румунську.
Національний склад населення села:
| Національність | Кількість осіб | Відсоток |
| -------------- | -------------- | -------- |
| румуни         | 77             | 62,6%    |
| серби          | 41             | 33,3%    |